# Le Pêchereau
Le Pêchereau település Franciaországban, Indre megyében. Lakosainak száma 1781 fő (2022. január 1.). Le Pêchereau Argenton-sur-Creuse, Ceaulmont, Chavín-kultúra, Le Menoux, Mosnay, Saint-Marcel és Tendu községekkel határos.

## Népesség
A település népességének változása:
| Lakosok száma | 1239 | 1726 | 1887 | 1988 | 1867 | 1855 | 1863 | 1859 | 1854 | 1781 |
|               | 1968 | 1982 | 1990 | 2006 | 2013 | 2015 | 2017 | 2019 | 2020 | 2022 |